# TL-70
DESEC TRACKLAYER TL-70 – універсальна машина застосовується для укладання нових стрілочних переводів і колії всіх типів та для переукладання стрілочних переводів всіх типів. Вона може працювати під лініями електропостачання і в тонелях. 
Машина має два положення: транспортне і робоче. Транспортується на транспортному блоці TL-70 (спеціалізована платформа) з якої самостійно розвантажується і завантажується , а в робочому стані вона пересувається за допомогою власної дизельної установки на чотирьох гідравлічно управляємих гусеницях, що закріплені на телескопічних опорах, які можуть роздвигатися вертикально і горизонтально. 
Машина може: розібрати стрілочний перевід, поблочно або повністю, перевезти його до місця вивантаження; розвантажити блоки нових стрілочних переводів, перевезти їх та укласти в назначене місце; розібрати та завантажити на платформи колійну решітку, розвантажити і укласти нову в колію. 
Завдяки системі рульового управління і рухомим гусеницям TRACKLAYER має можливість змінювати напрям руху на 90° і переміщувати елементи колії і стрілочних переводів по направленню вздовж і впоперек колії . Машина TL-70 управляється за допомогою дистанційного радіокерування, всі робочі функції виконує за допомогою гідравліки.
Виробництво фірми  "Desec Ltd", Фінляндія

## Технічна характеристика
| Характеристика                                 | Числа                              |
| ---------------------------------------------- | ---------------------------------- |
| Габаритні розміри довжина по осі автозчеплення | 16,45-25,45м                       |
| Габаритні розміри висоти                       | 2,825-5,025м                       |
| Габаритні розміри ширини                       | 3,46-6,86м                         |
| Кількість обслуговчого персоналу               | 3 машиністи                        |
| Продуктивність машини                          | 0,72стрілочні переводи/машинозміну |
| Річна продуктивність машини                    | 125стрілочних переводів            |
| Маса машини                                    | 52т                                |